# Frederick Haldimand

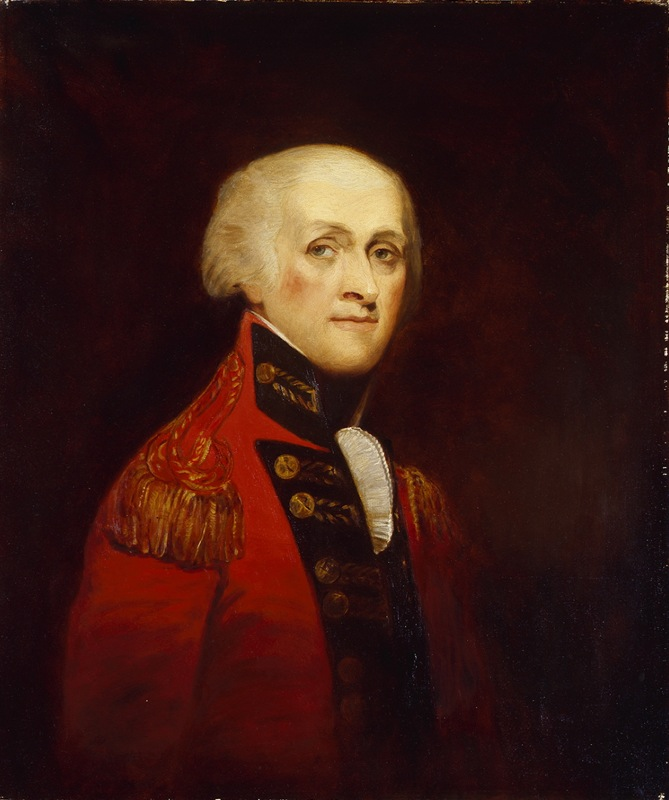
Frederick Haldimand, um 1780

Sir Frederick Haldimand KB (* 11. August 1718 in Yverdon; † 5. Juni 1791 ebenda; eigentlich François-Louis-Frédéric Haldimand) war ein Schweizer Militäroffizier und Kolonialadministrator in britischen Diensten. Er kämpfte im Franzosen- und Indianerkrieg und war auch in Florida stationiert. Von 1778 bis 1786 war er Gouverneur der Provinz Québec, einer der Kolonien in Britisch-Nordamerika, dem heutigen Kanada.

## Biografie
Die Familie stammte ursprünglich aus Eggiwil im Emmental (→ Haldemann) und liess sich im 16. Jahrhundert in Thun nieder. Grossvater Kaspar Haldemann, ein Küfer, zog 1671 in die Romandie und erhielt das Bürgerrecht der Stadt Yverdon. Der Familienname wurde später in die französische Schreibweise Haldimand abgeändert. Vater François Louis Haldimand war Notar und Gerichtsherr. Sein Sohn strebte eine militärische Karriere an, doch schien diese in der Eidgenossenschaft eher unwahrscheinlich, weshalb er sich 1740 der Armee Preussens anschloss. Ein Jahr später war er an der Schlacht bei Mollwitz beteiligt, 1745 wahrscheinlich auch an der Schlacht bei Hohenfriedeberg und an der Schlacht bei Kesselsdorf.
1748 nahm Haldimand das Angebot an, als Oberleutnant der Schweizergarde in den Niederlanden zu dienen. Zwei Jahre später folgte die Beförderung zum Oberstleutnant. Nach Ausbruch des Franzosen- und Indianerkriegs beschloss die britische Regierung, aus deutschen und Schweizer Siedlern in Pennsylvania ein Regiment zu bilden. Haldimand wurde angefragt und im März 1756 als Oberstleutnant der Royal Americans verpflichtet. Im Juni desselben Jahres kam er in New York an und war bis Ende 1757 mit der Ausbildung des Regiments beschäftigt. Am 8. Juni 1758 wurde er in der Schlacht um Fort Carillon, die mit einem französischen Sieg endete, leicht verwundet.
1759 baute Haldimands Bataillon das drei Jahre zuvor zerstörte Fort Oswego auf und schlug am 5. Juli während der Arbeiten einen französischen Überraschungsangriff zurück. Etwas mehr als ein Jahr später, am 8. September 1760 war sein Bataillon an der Eroberung von Montreal beteiligt. Eigentlich wäre damit sein Vertrag abgelaufen, doch Jeffrey Amherst konnte Haldimand davon überzeugen, den Briten weiterhin zu dienen. Im Februar 1762 folgte die Beförderung zum Oberst, von Mai 1762 bis September 1764 war Haldimand Militärgouverneur der Stadt Trois-Rivières.
Im Mai 1765 wollte Haldimand nach Europa zurückkehren, doch als er in New York angekommen war, erhielt er einen neuen Auftrag. Er wurde zum Brigadegeneral befördert und nach Florida entsandt. Bis zum Frühjahr 1773 war er in Pensacola stationiert, zwischendurch kurzzeitig auch in St. Augustine. Im Oktober 1772 erfolgte die Beförderung zum Generalmajor. Als im April 1775 der Unabhängigkeitskrieg ausbrach, war er in New York stationiert, erhielt aber aufgrund seiner ausländischen Herkunft keine Kommandogewalt. Haldimand traf im August 1775 in London ein und erhielt als Entschädigung den Posten als Generalinspektor der karibischen Truppen. 1776 kehrte er in seine Heimatstadt Yverdon zurück und kaufte den Hof Champ-Pittet in der Nachbargemeinde Cheseaux-Noréaz, den er zu einem repräsentativen Landsitz umbauen liess.

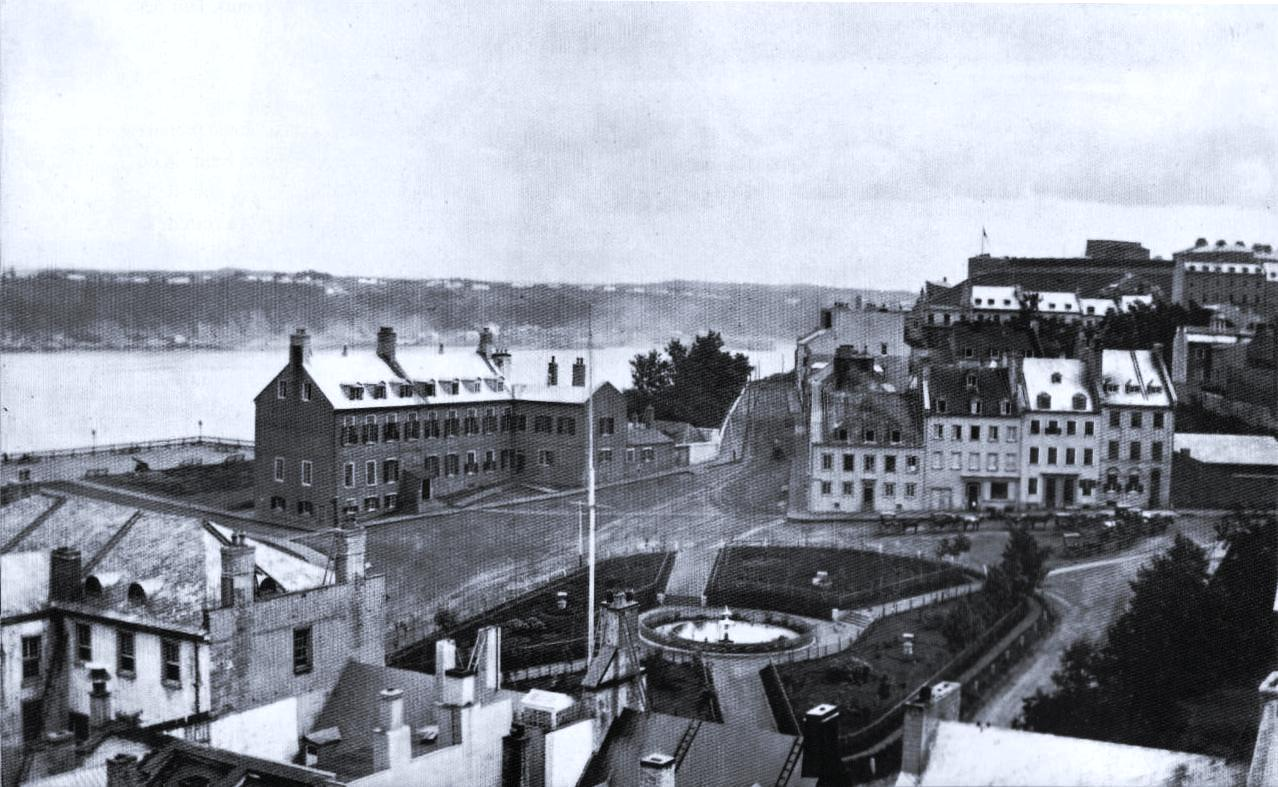
Foto des Château Haldimand (links oben). Sitz des Gouverneurs von Québec

Haldimand erfuhr im Herbst 1777, dass die britische Regierung ihn zum dritten Gouverneur der Provinz Québec, die damals auch Ontario und weite Teile des Mittleren Westens umfasste, ernannt hatte. Im Juni 1778 traf er in der Stadt Québec ein und löste seinen Vorgänger Guy Carleton ab. Mit Erfolg konnte er die mehrheitlich französischsprachige Kolonie davon überzeugen, dass die 1774 im Quebec Act garantierten Rechte gefährdet wären, sollten die rebellischen Dreizehn Kolonien die Herrschaft übernehmen. Haldimand organisierte die Verteidigung der Kolonie und Überfälle auf das Territorium der Dreizehn Kolonien.
Nach dem Ende des Unabhängigkeitskrieges half Haldimand fliehenden Loyalisten, sich in New Brunswick und Ontario anzusiedeln. Ausserdem konnte er erreichen, dass die von Joseph Brant angeführten Mohawk, die gegen die Rebellen gekämpft hatten, ebenfalls nach Ontario umgesiedelt wurden. Im November 1784 begab sich Haldimand wieder nach London und wurde 1785 als Anerkennung für seine Verdienste zum Ritter des Bath-Ordens geschlagen. 1786 löste ihn wieder Guy Carleton als Gouverneur ab.
Seine letzten Lebensjahre verbrachte Haldimand auf seinem Landsitz Champ-Pittet, das heute im Besitz von Pro Natura ist. 1791 verstarb er im Alter von 72 Jahren. Nach ihm benannt ist die Stadt Haldimand County in der Provinz Ontario.
Die kanadische Regierung, vertreten durch den für das Historic Sites and Monuments Board of Canada zuständigen Minister, ehrte Haldimand am 15. November 1974 für sein Wirken und erklärte ihn zu einer „Person von nationaler historischer Bedeutung“.